# Лин Шеј
 Линда „Лин” Шеј  (енгл. Linda Shaye; Детроит, 12. октобар 1943) америчка је филмска и телевизијска глумица, позната по бројним улогама у хорор филмовима. Најзначајнија улога јој је лик медијума, Елизе Рајнер, у сва четири филма из серијала Астрална подмуклост. За ту улогу добила је највише награда и била номинована за Награду Сатурн.
Њен брат је Роберт Шеј, оснивач компаније Њу лајн синема. И сама Лин не крије да је до највећег броја улога на почетку каријере дошла, зато што је Роберт тражио од режисера да је укључе у глумачку поставу. Поред Астралне подмуклости, где је њен лик централни у серијалу, Лин се појављивала и у бројним другим хорор серијалима, као што су: Страва у Улици брестова, Амитвилски ужас, Чупавци, 2001 манијак и Призивање духова.

## Филмографија
| Улоге Лин Шеј |                                                   |                                         |                          |                                                                        |
| Година        | Српски назив                                      | Изворни назив                           | Улога                    | Напомена                                                               |
| 1980          | Јахачи на дуге стазе                              | The Long Riders                         | Кејт                     |                                                                        |
| 1982          | Доктор Џекил и господин Хајд поново заједно       | Jekyll and Hyde... Together Again       | медицинска сестра        |                                                                        |
| 1984          | Страва у Улици брестова                           | A Nightmare on Elm Street               | наставница енглеског     |                                                                        |
| 1986          | Чупавци 1                                         | Critters                                | Сали „Сал”               |                                                                        |
| 1987          | Тркач                                             | The Running Man                         | службеник пропаганде     |                                                                        |
| 1987          | Прикривен                                         | The Hidden                              | Керол Милер              |                                                                        |
| 1988          | Чупавци 2: Главно јело                            | Critters 2: The Main Course             | Сали „Сал”               |                                                                        |
| 1991          | Чупавци 3: Оно си што једу                        | Critters 3                              | Сали „Сал”               | архивски снимци                                                        |
| 1993          | Амитивилски ужас 7: Нова генерација               | Amityville: A New Generation            | медицинска сестра Тарнер |                                                                        |
| 1994          | Страва у Улици брестова 7: Нови и последњи кошмар | Wes Craven's New Nightmare              | медицинска сестра        |                                                                        |
| 1994          | Глупан и тупан                                    | Dumb & Dumber                           | гђа Нугборен             |                                                                        |
| 1996          | Фрејжер                                           | Frasier                                 | Ен                       | ТВ серија                                                              |
| 1996          | Краљ куглања                                      | Kingpin                                 | газдарица                |                                                                        |
| 1996          | Последњи осветник                                 | Last Man Standing                       | Мадам                    |                                                                        |
| 1998          | Има нешто у вези Мери                             | There's Something About Mary            | Магда                    | Блокбастер награда (ном.)                                              |
| 2002          | Лудо крстарење                                    | Boat Trip                               | тренер Соња              |                                                                        |
| 2003          | Глупљи и тупљи: Када је Хари упознао Лојда        | Dumb and Dumberer: When Harry Met Lloyd | Марџи                    |                                                                        |
| 2003          | Ћорсокак                                          | Dead End                                | Лора Харингтон           |                                                                        |
| 2004          | Прича о Пепељуги                                  | A Cinderella Story                      | гђа Велс                 |                                                                        |
| 2004          | Мобилни                                           | Cellular                                | возач аутомобила         |                                                                        |
| 2005          | 2001 манијак                                      | 2001 Maniacs                            | бака Бун                 |                                                                        |
| 2006          | Змије у авиону                                    | Snakes on a Plane                       | Грејс                    |                                                                        |
| 2009          | Ургентни центар                                   | ER                                      | Маргарет                 | ТВ серија                                                              |
| 2010          | 2001 манијак 2: Поља врисака                      | 2001 Maniacs: Field of Screams          | бака Бун                 |                                                                        |
| 2010          | Астрална подмуклост                               | Insidious                               | Елиза Рајнер             | Фангорија награда, Метар страха награда и номинација за Сатурн награду |
| 2012          | Три спадала                                       | The Three Stooges                       | васпитачица              |                                                                        |
| 2013          | Приватна пракса                                   | Private Practice                        | гђа Тејлор               |                                                                        |
| 2013          | Астрална подмуклост 2                             | Insidious: Chapter 2                    | Елиза Рајнер             | Метар страха награда (ном.)                                            |
| 2014          | Призивање духова                                  | Ouija                                   | Полина Зандер            |                                                                        |
| 2015          | Астрална подмуклост 3                             | Insidious: Chapter 3                    | Елиза Рајнер             | Метар страха награда (ном.)                                            |
| 2016          | Призивање духова 2: Порекло зла                   | Ouija: Origin of Evil                   | Полина Зандер            |                                                                        |
| 2018          | Астрална подмуклост 4: Последњи кључ              | Insidious: The Last Key                 | Елиза Рајнер             |                                                                        |
| 2020          | Клетва 4                                          | Grudge                                  | Фејт Матесон             |                                                                        |